# Alfried Krupp von Bohlen und Halbach
Alfried Felix Alwyn Krupp von Bohlen und Halbach (Essen, 13 de agosto de 1907 – Essen, 30 de julho de 1967) foi um engenheiro alemão, último proprietário individual da Friedrich Krupp AG, e Wehrwirtschaftsführer o regime nazista. Em 11 de abril de 1945, Alfried  Krupp von Bohlen und Halbach foi detido pelas tropas dos Estados Unidos na Villa Hügel, então residência da família Krupp, e seus bens foram confiscados. 

## Julgamento
Inicialmente os Aliados pretendiam incluir seu pai, Gustav Krupp von Bohlen und Halbach, nos Processos de Nuremberg contra os Principais Criminosos. Entretanto, Gustav Krupp acabou sendo liberado, por motivos de saúde. Já Alfried foi processado, juntamente com outros onze colaboradores da Krupp, no âmbito do Processo Krupp, e foi condenado a doze anos de prisão, cumprindo a pena na prisão de Landsberg.
Após a guerra, o Governo Militar Aliado investigou o uso de trabalho escravo pela Krupp. Alfried foi condenado por crimes contra a humanidade e sentenciado a 12 anos de prisão, além do confisco de todos os seus bens. No julgamento Krupp, a promotoria alegou que os acusados (Alfried Krupp e outros onze associados) tinham cometido crimes contra a Paz, crimes de guerra e crimes contra a Humanidade, além de participar de conluio ou conspiração, tudo conforme definido na Lei nº 10 do Conselho de Controle de 20 de dezembro de 1945.
O Julgamento Krupp foi o décimo de uma série de doze tribunais militares (conhecidos como Julgamentos de Nuremberg) que julgou a responsabilidade de membros da liderança da Alemanha nazista por crimes de guerra. As alegações da promotoria contra os 12 acusados foram organizadas em quatro categorias:
- Planejamento, preparação e execução de guerra agressiva
- Pilhagem e espoliação
- Crimes envolvendo prisioneiros de guerra e trabalho escravo
- Conluio ou conspiração

Todos os acusados, exceto um, foram considerados culpados de ter contrariado disposições do direito internacional, empregando prisioneiros de guerra, civis estrangeiros e prisioneiros de campo de concentração, sob condições desumanas, em trabalho ligado à condução da guerra. Os atos e a conduta dos acusados, segundo a promotoria, foram cometidos de forma ilegal, consciente e deliberada.
Krupp foi condenado a doze anos de prisão. Ele não admitiu, entretanto, qualquer culpa, e declarou, em 1947:
"A economia precisava de um desenvolvimento estável ou crescente. Em razão das rivalidades entre os muitos partidos políticos da Alemanha e da desordem geral, não havia oportunidade para a prosperidade. ... Pensamos que Hitler nos daria esse ambiente saudável. De fato, ele fez isso. ... Nós, os Krupps, nunca nos preocupamos muito com as idéias [políticas]. Queríamos apenas um sistema que funcionasse bem e nos permitisse trabalhar sem obstáculos. A política não é o nosso negócio."
Alfried Krupp, detido em 1945, passou seis anos na prisão. Em 1951, John J. McCloy, o Alto Comissário Aliado para a Alemanha, conseguiu que ele fosse indultado, e que o confisco dos seus bens fosse revertido, embora uma parte desses bens tenha sido destinada a reparações. Também foram impostos limites às atividades comerciais de Krupp.
Após a morte de Alfried Krupp, de câncer de pulmão, em 30 de julho de 1967, seu assistente, Berthold Beitz foi o executor de seu testamento. Foi Beitz quem realizou a transferência dos bens de Krupp para a Fundação Alfried Krupp von Bohlen und Halbach (Alfried Krupp von Bohlen und Halbach-Stiftung), conforme estipulado em seu testamento. Seu filho Arndt von Bohlen und Halbach renunciou a qualquer reivindicação sobre o negócio familiar, bem como sobre o notório nome da família, optando por receber um estipêdio anual.

## Galeria

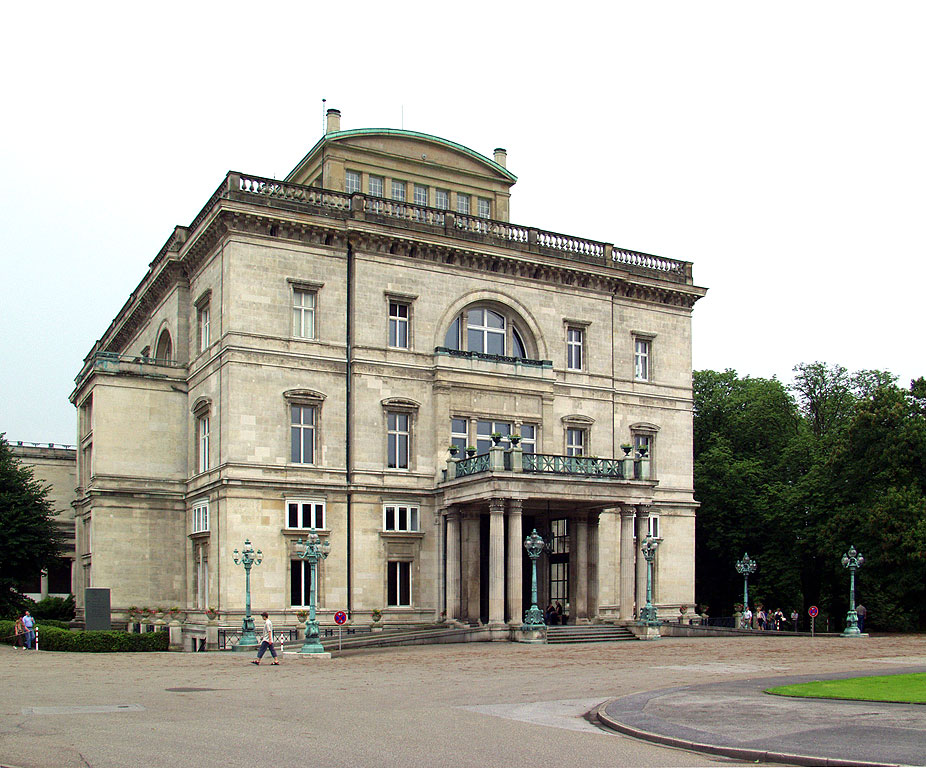
Villa Hügel, antiga residência da família Krupp.
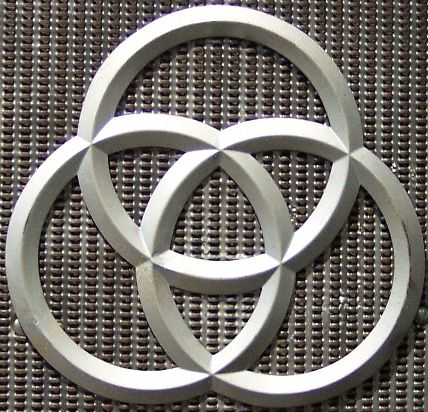
Emblema da Krupp
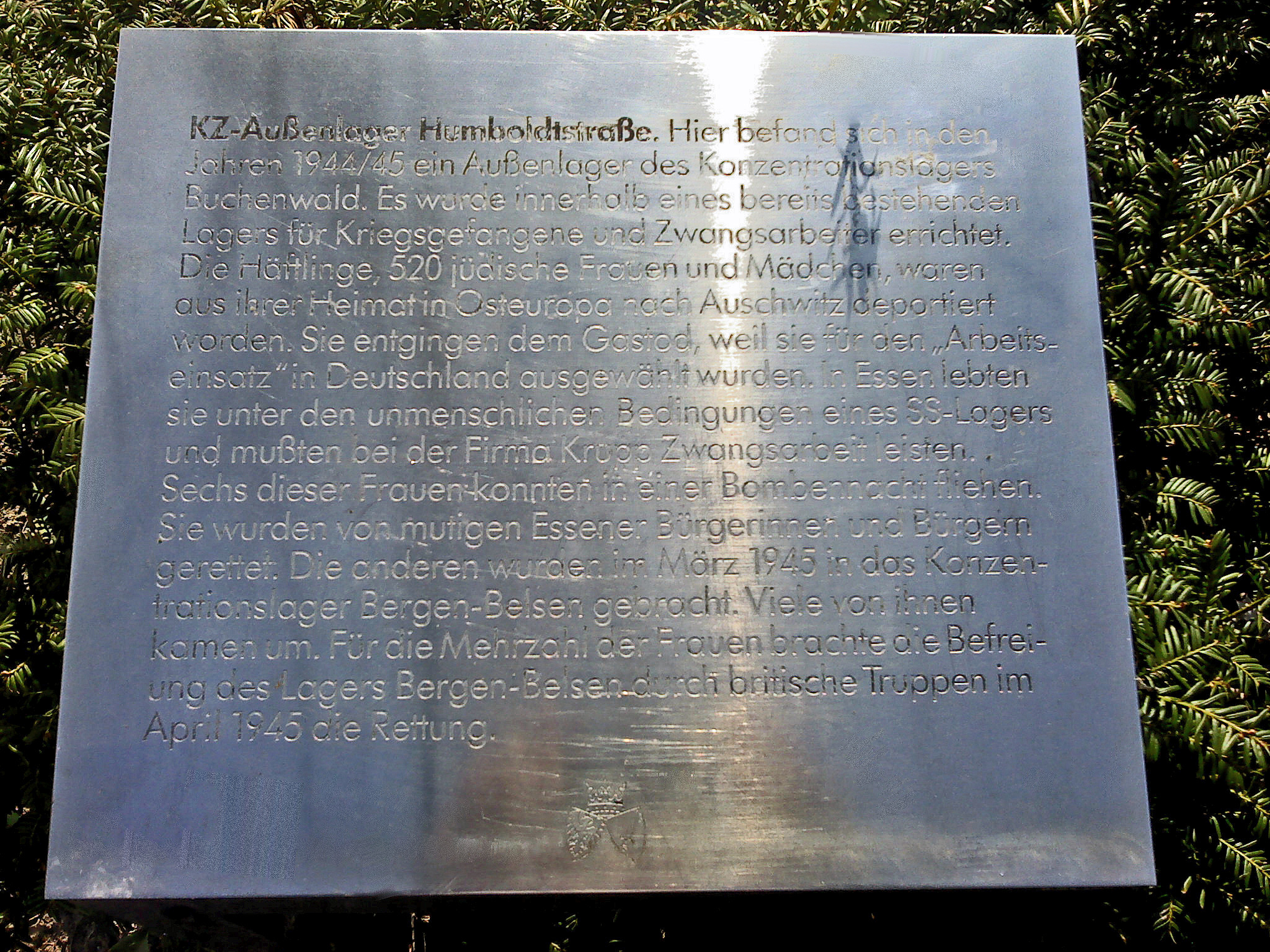
Placa alusiva ao subcampo de Humboldtstraße, onde se alojavam trabalhadoras forçadas da Friedrich Krupp AG.
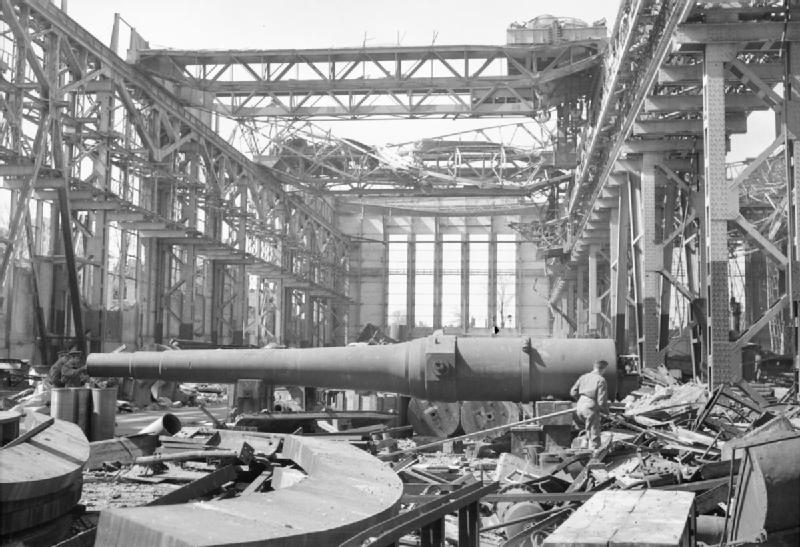
A fábrica de armamento da Krupp, em Essen, após bombardeio (1945).

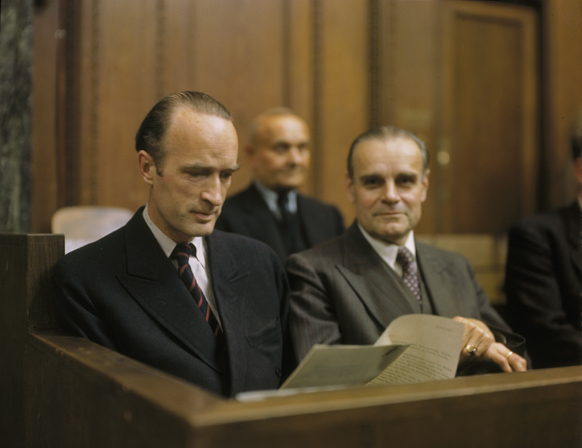
Alfried Krupp durante o julgamento, 1947.
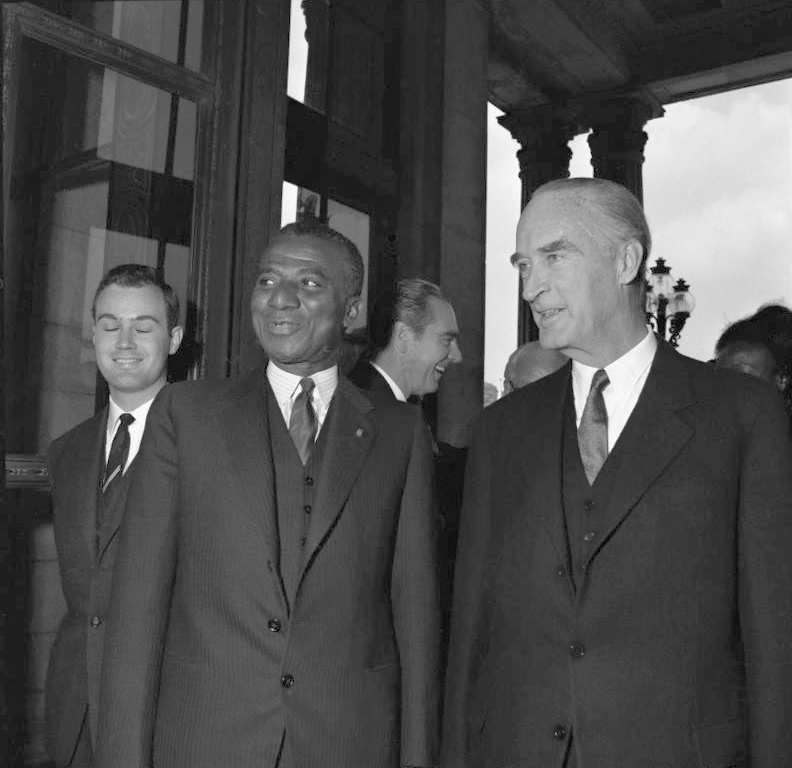
Alfried Krupp (à direita) e o presidente do Togo, Sylvanus Olympio, na Villa Hügel, 1961.
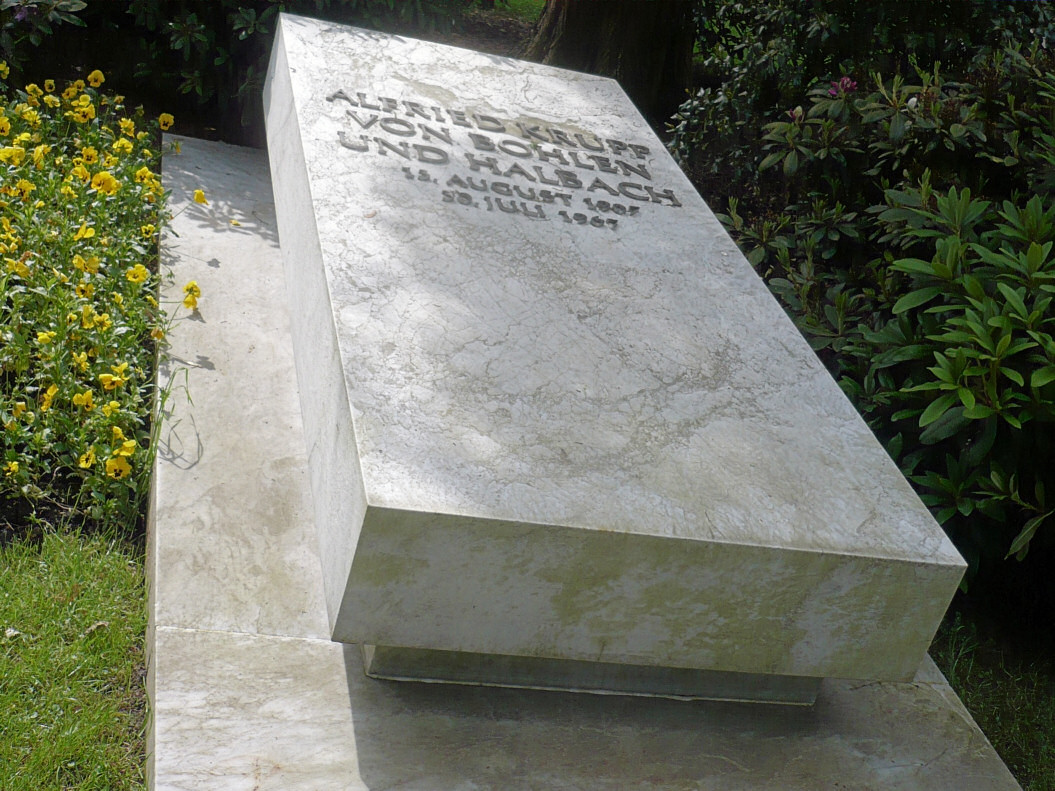
Túmulo de Alfried Krupp, no cemitério municipal de Bredeney, Essen.
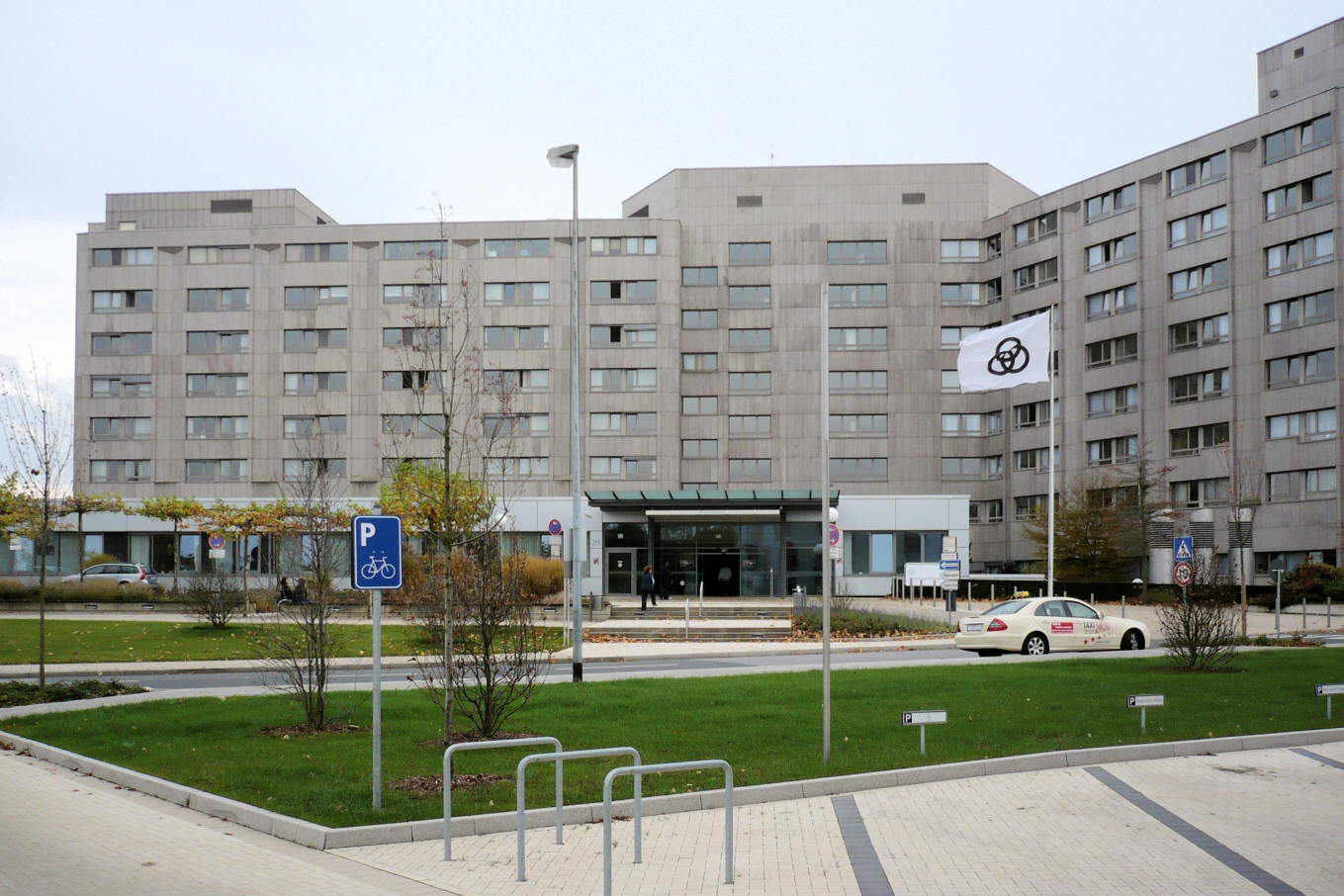
Hospital Alfried Krupp, em Essen-Rüttenscheid.